# The Birthday Party
The Birthday Party (ursprungligen med namnet The Boys Next Door) var ett australiensiskt postpunkband, aktivt under 1970- och början av 1980-talen. The Birthday Party är främst känt som Nick Caves första band. Kärnan i The Birthday Party utgjordes av Cave och Mick Harvey, som, när bandet lades ner, gick vidare och grundade Nick Cave and the Bad Seeds 1984.

## Diskografi
- 1979 – Door, Door (som The Boys Next Door)
- 1980 – The Birthday Party (som The Boys Next Door)
- 1981 – Prayers on Fire
- 1982 – Junkyard
- 1985 – It's Still Living